# Joe Alex (literární postava)
Joe Alex je pseudonym polského spisovatele Macieje Słomczyńského a zároveň hlavní hrdina jeho osmidílného cyklu detektivních románů, které se vyznačují napínavým dějem a brilantními zápletkami. K jejich napsání se autor inspiroval anglickou i antickou literární tradicí a každý příběh je uveden mottem vybraným z významného literární díla, které nějakým způsobem souvisí s příběhem.
Joe Alex v cyklu vystupuje jako spisovatel detektivní literatury, který ve svých knihách popisuje vlastní příhody, protože pomáhá při vyšetřování svému příteli z války Benovi Parkerovi, detektivovi ze Scotland Yardu. Často jej při tom doprovází jeho přítelkyně Karolina Beaconová, mladá a talentovaná archeoložka.

## Romány cyklu
1. Powiem wam jak zginął (1959, Povím vám, jak zahynul),
2. Śmierć mówi w moim imieniu (1960, Smrt mluví mým jménem),
3. Jesteś tylko diabłem (1960, Jsi jenom ďábel),
4. Cichym ścigałam go lotem (1962, Lov na smrtihlava),
5. Zmącony spokój Pani Labiryntu (1965, Vládkyně labyrintu),
6. Gdzie przykazań brak dziesięciu (1968, Kde chybí desatero přikázání), slovensky jako Vražda v Mandalay House,
7. Piekło jest we mnie (1975, Peklo je ve mně), napsáno podle divadelní hry Samolot do Londynu (1964, Letadlo do Londýna), slovensky vyšlo pod názvem Kiež nájdu svojich nepriateľov,
8. Cicha jak ostatnie tchnienie (1991, Tichá jak poslední dech).

## Obsah románů

### Povím vám, jak zahynul
Ve svém prvním případu se Joe Alex představuje jako pětatřicetiletý úspěšný spisovatel, který je požádán svým přítelem inspektorem Parkerem, aby mu pomohl zabránit vraždě dvou vědců, kteří jsou údajně na stopě významného objevu. Příběh se odehrává v osamělém domě na pobřeží Anglie a je uveden mottem z Aischylova Agamemnóna, přičemž tato tragédie sehraje v případu významnou úlohu. 

### Smrt mluví mým jménem
Originální zápletka, uvedená mottem z divadelní hry Židle Eugèna Ionesca spočívá v tom, že herec, který je po představení nalezen ve své šatně zavražděný s dýkou v srdci, zemřel podle pitvy a lékařského posudku dříve než skončilo představení, ve kterém podle diváků hrál až do konce. 

### Jsi jenom ďábel
Román je případem vraždy v uzavřené místnosti a odehrává se v ponurém prostředí starého domu a vesnice opředené pověstmi o ďáblovi. Je uveden mottem z divadelní hry alžbětinského dramatika Williama Rowleyho Merlinovo narození a Joe Alex je v něm požádán známým advokátem, aby vyšetřil vraždu jeho snoubenky.

### Lov na smrtihlava
V románu, uvedeném mottem z Aischylových Usmířených lític, řeší Joe smrt známého entomologa sira Gordon Bedforda, který údajně spáchal sebevraždu. Brzy se však ukáže, že sir Bedford byl zavražděn.

### Vládkyně labyrintu
Alexova přítelkyně Karolina Beaconová je na vědecké expedici na řeckém ostrově Keros a snaží se najít tajemný chrám krétské bohyně Atany. Na ostrov jí doprovází i její přítel Joe Alex. Skupina vědců prohledává jeskynní labyrint a jednoho z nich zasáhne prokletí jeho vládkyně. Příběh je uveden mottem z egyptského pohřebního papyru z ptolemaiovského období.

### Kde chybí desatero přikázání
Joe Alex vyšetřuje vraždu sira Johna Somervilleho, dědečka Karoliny Beaconové. Sir Somerville, bývalý voják a odborník na indickou plastiku, je oba pozval na své sídlo Mandalay House, ale než se stačil s Alexem poradit o určité právní záležitosti, zemřel. Na pomoc přijíždí Ben Parker, protože Somervillova smrt byla oznámena Scotland Yardu v anonymím dopise. Příběh je uveden mottem z básně Rudyarda Kiplinga Mandalay.

### Peklo je ve mně
V příběhu, uvedeném mottem ze Ztraceného ráje Johna Miltona, se Joe Alex vrací z Johannesburgu, kde byl hostem jihoafrického Klubu přátel kriminálních románů. V letadle do Londýna, ve kterém je poměrně málo cestujících, je dvě hodiny po startu zavražděn majitel diamantových dolů pan Knox.

### Tichá jak poslední dech
Na poněkud ponuré usedlosti známého vydavatele je zorganizována zvláštní hra spojená s historií hradu a dávnou vraždou. Mezi jejími účastníky je i Joe Alex a Ben Parker. Hra však skončí, když dojde ke skutečné vraždě. Jako motto je použit výňatek z Meditace o zrození a smrti George Crosbyho ze 17. století.  

## Česká vydání
- Povím vám, jak zahynul, Mladá fronta, Praha 1968, přeložila Anetta Balajková.
- Smrt mluví mým jménem, Lidové nakladatelství, Praha 1970, přeložila Anetta Balajková.
- Jsi jenom ďábel, Lidové nakladatelství, Praha 1974, přeložila Anetta Balajková.
- Lov na smrtihlava, Melantrich, Praha 1980, přeložila Anetta Balajková.